# اودانکور
اودانکور (به فرانسوی: Audincourt) یک کمون در فرانسه است که در دو (فرانسه) واقع شده‌است. اودانکور ۸٫۷۶ کیلومتر مربع مساحت دارد.

## خواهرخوانده
شهر دیزون خواهرخواندهٔ اودانکور هست.